# HD107574
HD107574 — хімічно пекулярна зоря спектрального класу F4, що має видиму зоряну величину в смузі V приблизно  8,5.
Вона  розташована на відстані близько 649,7 світлових років від Сонця.